# Moniteau County
Moniteau County is een county in de Amerikaanse staat Missouri.
De county heeft een landoppervlakte van 1.079 km² en telt 14.827 inwoners (volkstelling 2000). De hoofdplaats is California.

## Bevolkingsontwikkeling

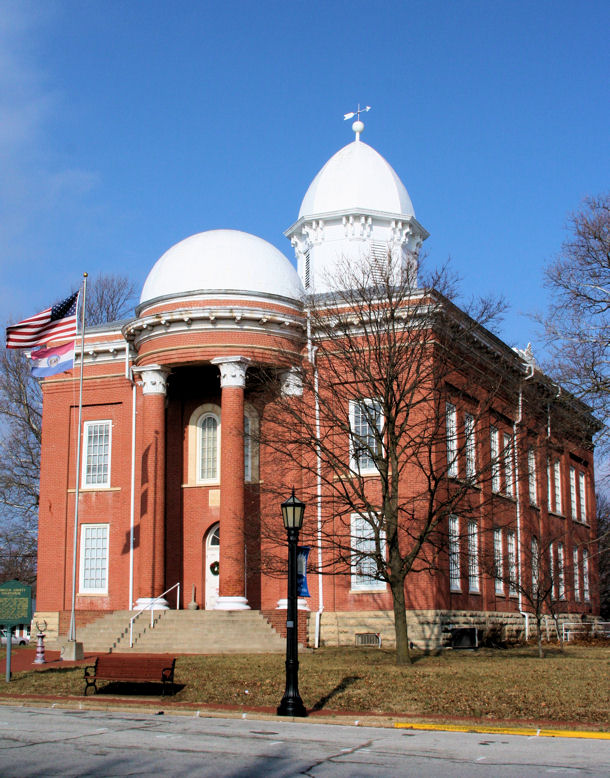
Moniteau County Courthouse